# Disco de basura

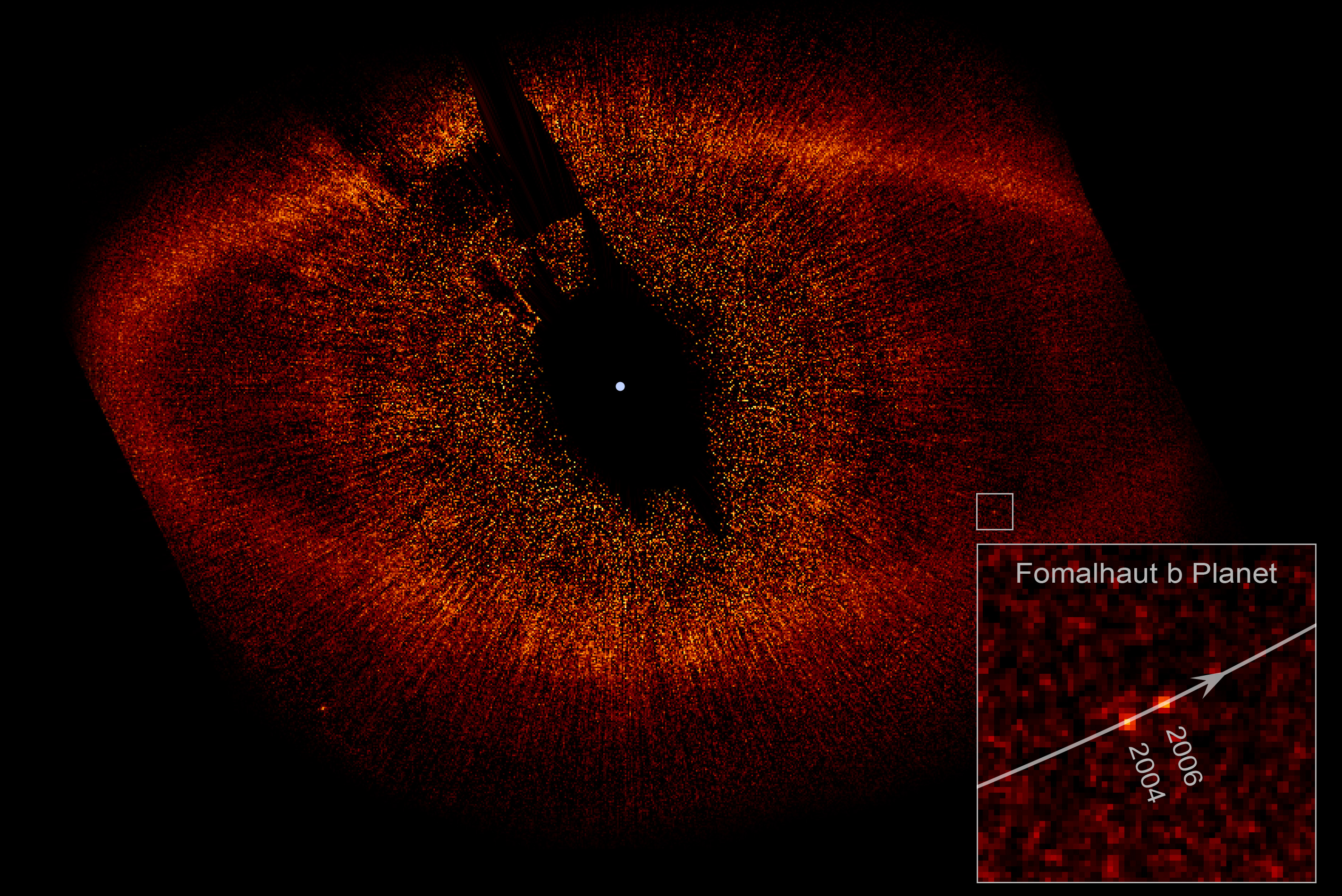
Observación del Telescopio Espacial Hubble del anillo de escombros alrededor de Fomalhaut. El borde interior del disco puede haber sido moldeado por la órbita de Fomalhaut b, abajo a la derecha

Un disco de basura (inglés americano), o disco de escombros, es un disco circunestelar de polvo y escombros en órbita alrededor de una estrella. A veces estos discos contienen anillos prominentes, como se ve en la imagen de Fomalhaut de la derecha. Los discos de escombros se encuentran alrededor de estrellas con sistemas planetarios maduros, incluyendo al menos un disco de escombros en órbita alrededor de una estrella de neutrones evolucionada. Los discos de escombros también pueden producirse y mantenerse como restos de colisiones entre planetesimales, también conocidos como asteroides y cometas.
Hasta 2001, se habían encontrado más de 900 estrellas candidatas a poseer un disco de escombros. Normalmente se descubren examinando el sistema estelar en luz infrarroja y buscando un exceso de radiación más allá de la emitida por la estrella. Se deduce que este exceso es radiación de la estrella que ha sido absorbida por el polvo del disco y luego irradiada de nuevo como energía infrarroja.
Los discos de escombros suelen describirse como análogos masivos de los escombros del Sistema Solar. La mayoría de los discos de escombros conocidos tienen radios de 10-100 unidades astronómicass (UA); se parecen al cinturón de Kuiper del Sistema Solar, aunque el cinturón de Kuiper no tiene una masa de polvo lo suficientemente alta como para ser detectado incluso alrededor de las estrellas más cercanas. Algunos discos de desechos contienen un componente de polvo más caliente situado a menos de 10 UA de la estrella central. Este polvo se denomina a veces polvo exozodiacal por analogía con el  polvo zodiacal del Sistema Solar.

## Historia de la observación

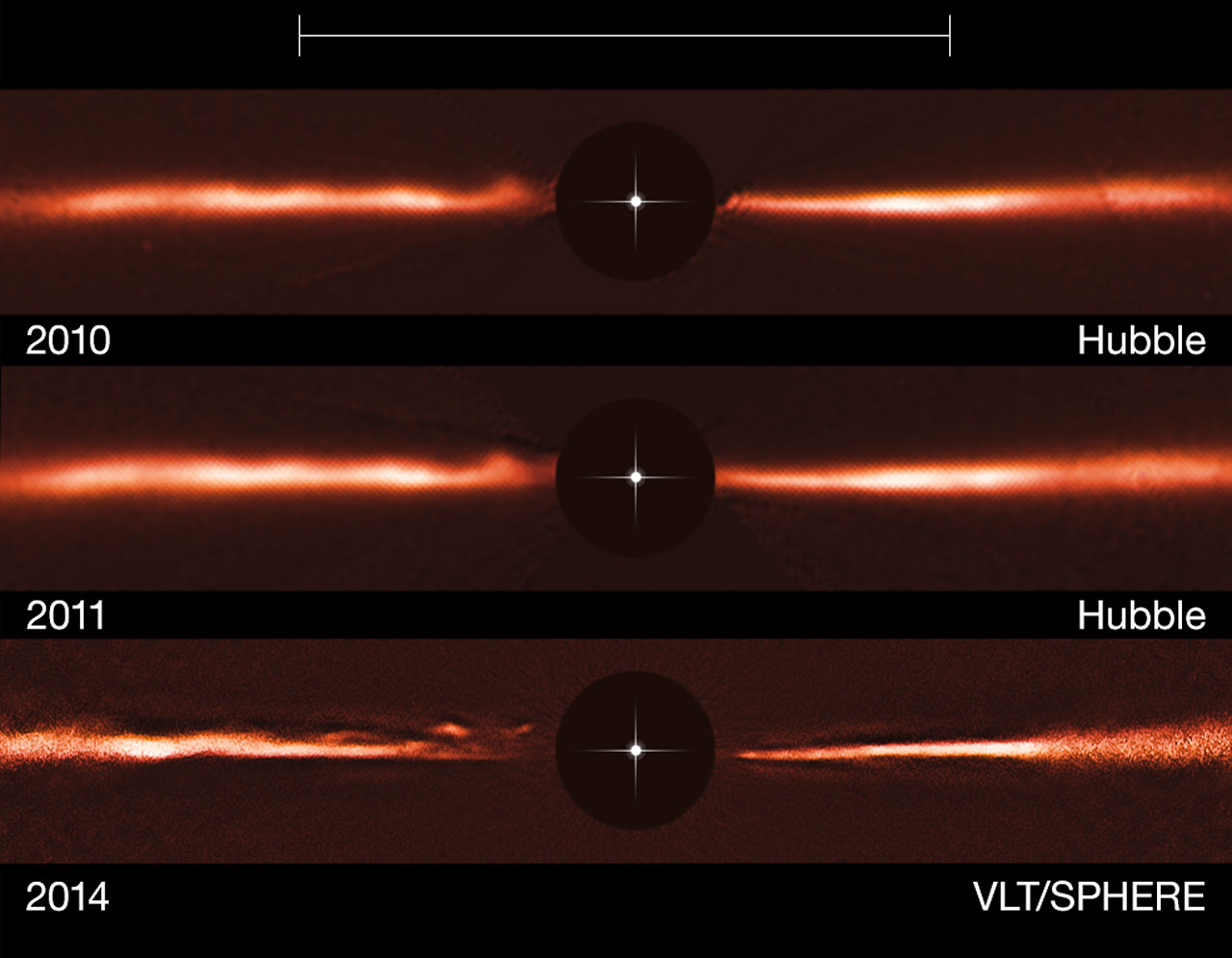
VLT y del Hubble del disco alrededor de AU Microscopii.

En 1984 se detectó un disco de escombros alrededor de la estrella  Vega utilizando el satélite IRAS. Inicialmente se creyó que se trataba de un disco protoplanetario, pero ahora se sabe que es un disco de escombros debido a la falta de gas en el disco y a la edad de la estrella. Los cuatro primeros discos de escombros descubiertos con IRAS se conocen como los "cuatro fabulosos":  Vega, Beta Pictoris, Fomalhaut y Epsilon Eridani. Posteriormente, imágenes directas del disco de Beta Pictoris mostraron irregularidades en el polvo, que se atribuyeron a perturbaciones gravitatorias de un exoplaneta no visto. Esa explicación se confirmó con el descubrimiento en 2008 del exoplaneta Beta Pictoris b.
Se sabe que otras estrellas que albergan exoplanetas, incluida la primera descubierta por imagen directa (HR 8799), también albergan discos de escombros. La estrella cercana 55 Cancri, un sistema del que también se sabe que contiene cinco planetas, también se informó que tenía un disco de escombros, pero esa detección no pudo ser confirmada.
Las estructuras en el disco de escombros alrededor de Epsilon Eridani sugieren perturbaciones por un cuerpo planetario en órbita alrededor de esa estrella, que pueden utilizarse para restringir la masa y la órbita del planeta.
El 24 de abril de 2014, la NASA informó de la detección de discos de escombros en imágenes de archivo de varias estrellas jóvenes, HD 141943 y HD 191089, observadas por primera vez entre 1999 y 2006 con el telescopio espacial Hubble, mediante el uso de procesos de imagen recientemente mejorados.
En 2021, las observaciones de una estrella, VVV-WIT-08, que quedó oscurecida durante un período de 200 días pueden haber sido el resultado del paso de un disco de escombros entre la estrella y los observadores en la Tierra. Otras dos estrellas, Epsilon Aurigae y TYC 2505-672-1, se eclipsan con regularidad y se ha determinado que el fenómeno es el resultado de discos que orbitan alrededor de ellas en periodos variados, lo que sugiere que VVV-WIT-08 puede ser similar y tener un periodo orbital mucho más largo que el que acaban de experimentar los observadores en la Tierra. VVV-WIT-08 tiene diez veces el tamaño del Sol en la constelación de Sagitario.

## Origen
.

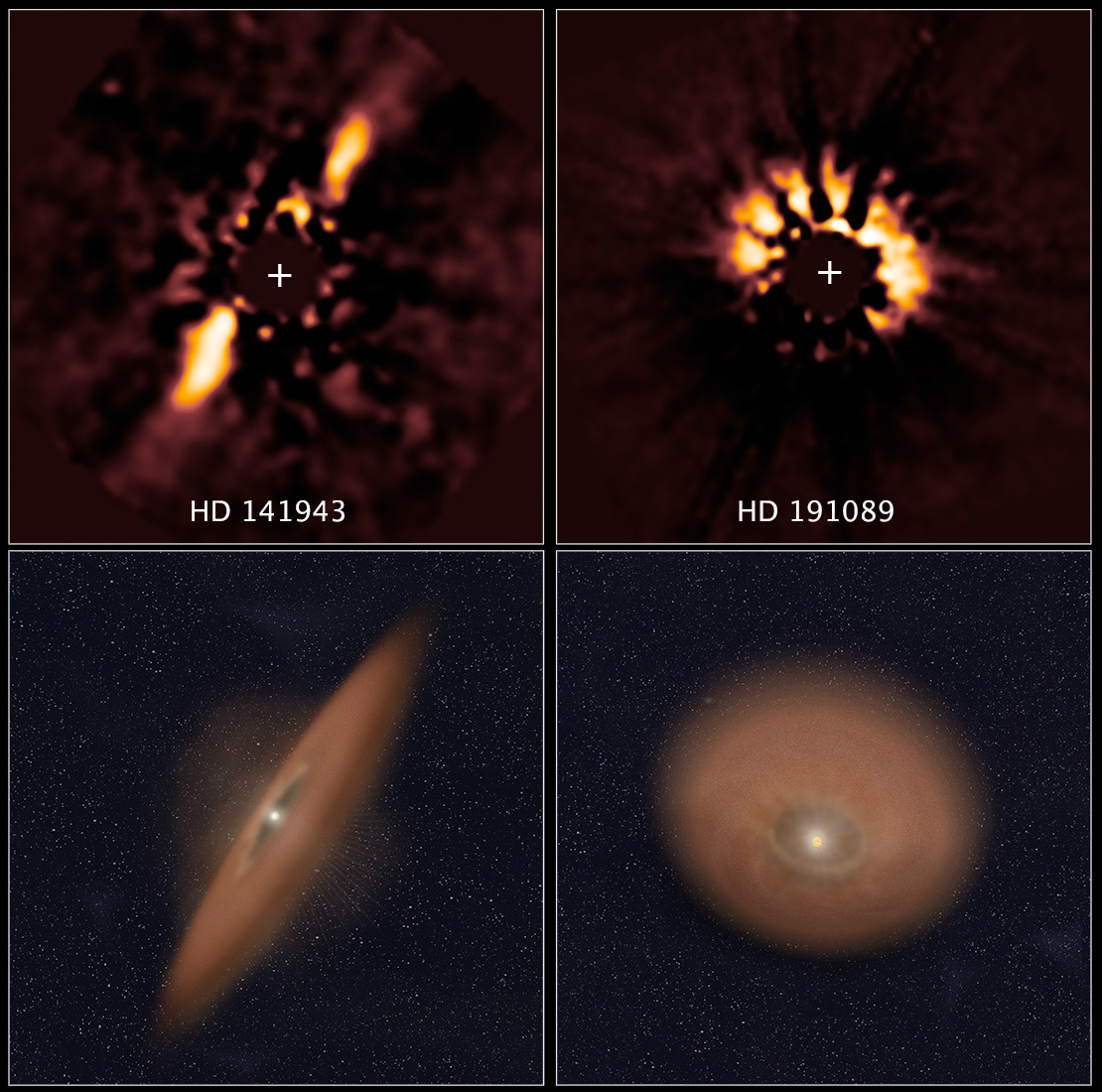
Discos de basura detectados en imágenes de archivo del HST de estrellas jóvenes, HD 141943 y HD 191089, utilizando procesos de imagen mejorados (24 de abril de 2014).

Durante la formación de una estrella similar al Sol, el objeto pasa por la fase de T-Tauri durante la cual está rodeado por una nebulosa rica en gas y con forma de disco. A partir de este material se forman planetesimales, que pueden seguir acumulando otros planetesimales y material del disco para formar planetas. La nebulosa continúa orbitando alrededor de la estrella presecuencia principal durante un periodo de 1-20 millones de años hasta que es eliminada por la presión de la radiación y otros procesos. El polvo de segunda generación puede generarse entonces alrededor de la estrella por colisiones entre los planetesimales, que forman un disco con los escombros resultantes. En algún momento de su vida, al menos el 45% de estas estrellas están rodeadas por un disco de escombros, que entonces puede detectarse por la emisión térmica del polvo utilizando un telescopio infrarrojo. Las colisiones repetidas pueden hacer que un disco persista durante gran parte de la vida de una estrella.
Los discos de escombros típicos contienen pequeños granos de 1-100 μm de tamaño. Las colisiones triturarán estos granos hasta tamaños submicrométricos, que serán eliminados del sistema por la presión de radiación de la estrella anfitriona. En discos muy tenues, como los del Sistema Solar, el efecto Poynting-Robertson puede hacer que las partículas entren en espiral. Ambos procesos limitan la vida útil del disco a 10 Myr o menos. Así, para que un disco permanezca intacto, se necesita un proceso que lo reponga continuamente. Esto puede ocurrir, por ejemplo, mediante colisiones entre cuerpos más grandes, seguidas de una cascada que tritura los objetos hasta los pequeños granos observados.
Para que se produzcan colisiones en un disco de escombros, los cuerpos deben estar gravitacionalmente perturbados lo suficiente como para crear velocidades de colisión relativamente grandes. Un sistema planetario alrededor de la estrella puede causar tales perturbaciones, al igual que una estrella binaria compañera o la aproximación cercana de otra estrella. La presencia de un disco de escombros puede indicar una alta probabilidad de exoplanetas orbitando la estrella. Además, muchos discos de escombros también muestran estructuras dentro del polvo (por ejemplo, aglomeraciones y deformaciones o asimetrías) que apuntan a la presencia de uno o más exoplanetas dentro del disco. La presencia o ausencia de asimetrías en nuestro propio cinturón transneptuniano sigue siendo controvertida aunque podrían existir.

## Cinturones conocidos
Se han detectado cinturones de polvo o escombros alrededor de muchas estrellas, incluido el Sol, entre ellas las siguientes:

Estrella

| Epsilon Eridani | K2V     | 10.5 | 35-75    | [ 9 ]         |
| Tau Ceti        | G8V     | 11.9 | 35-50    | [ 17 ]        |
| Vega            | A0V     | 25   | 86-200   | [ 18 ] [ 19 ] |
| Fomalhaut       | A3V     | 25   | 133-158  | [ 18 ]        |
| AU Microscopii  | M1Ve    | 33   | 50-150   | [ 20 ]        |
| HD 181327       | F5.5V   | 51.8 | 89-110   | [ 21 ]        |
| HD 69830        | K0V     | 41   | <1       | [ 22 ]        |
| HD 207129       | G0V     | 52   | 148-178  | [ 23 ]        |
| HD 139664       | F5IV-V  | 57   | 60-109   | [ 24 ]        |
| Eta Corvi       | F2V     | 59   | 100-150  | [ 25 ]        |
| HD 53143        | K1V     | 60   | 60       | [ 24 ]        |
| Beta Pictoris   | A6V     | 63   | 25-550   | [ 19 ]        |
| Zeta Leporis    | A2Vann  | 70   | 2-8      | [ 26 ]        |
| HD 92945        | K1V     | 72   | 45-175   | [ 27 ]        |
| HD 107146       | G2V     | 88   | 130      | [ 28 ]        |
| Gamma Ophiuchi  | A0V     | 95   | 520      | [ 29 ]        |
| HR 8799         | A5V     | 129  | 75       | [ 30 ]        |
| 51 Ophiuchi     | B9      | 131  | 0.5-1200 | [ 31 ]        |
| HD 12039        | G3-5V   | 137  | 5        | [ 32 ]        |
| HD 98800        | K5e (?) | 150  | 1        | [ 33 ]        |
| HD 15115        | F2V     | 150  | 315-550  | [ 34 ]        |
| HR 4796 A       | A0V     | 220  | 200      | [ 35 ] [ 36 ] |
| HD 141569       | B9.5e   | 320  | 400      | [ 36 ]        |
| HD 113766 A     | F4V     | 430  | 0.35-5.8 | [ 37 ]        |
| HD 141943       |         |      |          | [ 10 ]        |
| HD 191089       |         |      |          | [ 10 ]        |

La distancia orbital del cinturón es una distancia o rango medio estimado, basado en mediciones directas a partir de imágenes o derivado de la temperatura del cinturón. La Tierra tiene una distancia media al Sol de 1 UA.